# Ernst Kopp (Architekt)
Ernst Kopp (* 25. März 1890 in Brünn, Österreich-Ungarn; † 4. Dezember 1962 in der Schweiz) war ein deutscher Architekt.

## Biografie

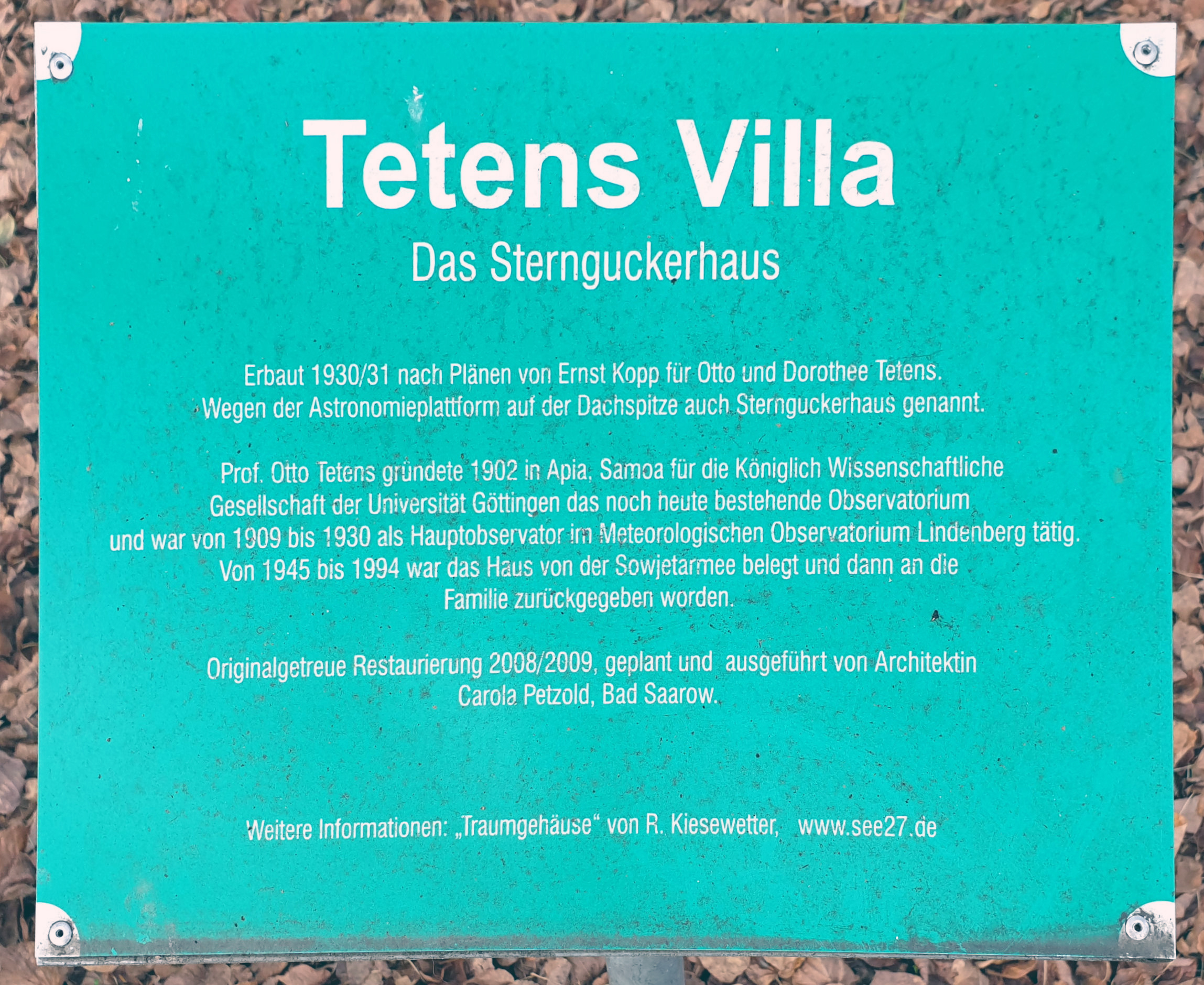
Gedenktafel am Haus von Otto Tetens, in Bad Saarow

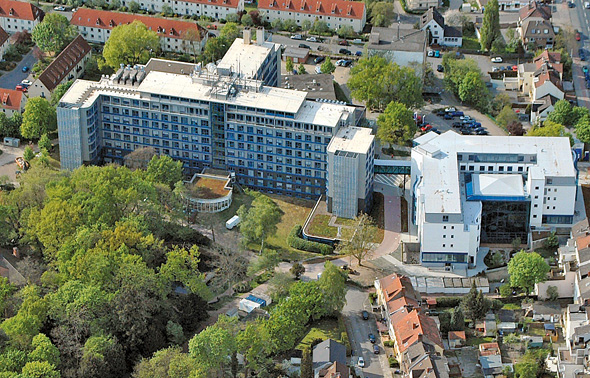
1961: Diakonie-Krankenhaus in Bremen

Ernst Kopp war der Sohn des Architekten Emil Kopp und dessen Frau Helene Kopp, geborene Gielen. Nach dem Besuch des Gymnasiums und einer Kunstgewerbeschule war er ab 1913 selbstständiger Architekt. Aus Kopps erster Ehe mit Freda von Rohrscheidt stammen drei Kinder: Jürgen, Ute und Burkhard. In zweiter Ehe heiratete er Marie Winkler.
Sein Interesse an technischen Neuheiten veranlasste ihn, während des Ersten Weltkriegs in die junge deutsche Fliegertruppe einzutreten. Nach seiner Ausbildung zum Piloten wurde der Vizefeldwebel Ernst Kopp Ende 1916 als Flugzeugführer zur Feldfliegerabteilung 41 versetzt. Die Feldfliegerabteilung 41 wurde am 13. September 1914 aufgestellt. In dieser Einheit erlebte er am 10. November 1916 den 1. Luftsieg von Vizefeldwebel Hahn (Pilot) und Leutnant Engel (Beobachter). Kurz darauf wurde die FFA 41 in die Fliegerabteilung (A) 258 umbenannt. Nach Ablegung der Pflichtprüfungen erhält er Anfang 1917 das preußische Flugzeugführerabzeichen. Im Juli wechselte die Fliegerabteilung ihren Standort und zog in das Chateau du Biez, einen Landsitz bei Pecq in der Nähe von Tournai in Belgien. Zusammen mit seinem Beobachter Leutnant Paulun, der im Juni 1917 von der Fliegerabteilung (A) 221 gekommen war, flog er erfolgreiche Einsätze, die am 31. Juli 1917 durch die Verleihung des Eisernen Kreuzes 1. Klasse belohnt wurden. Am 28. August 1917 verließ Ernst Kopp die Einheit und hielt sich kurze Zeit bei der Fliegerersatzabteilung 1 in Adlershof auf. Es ist anzunehmen, dass Kopp diverse Übungsflüge mit Kampfeinsitzer durchgeführt hatte. Er wurde dort zum Kampfeinsitzerpilot ausgebildet. Dann kam die Versetzung zur Kampfeinsitzerstaffel 4 b nach Freiburg. Der Heimatschutz hatte Bedarf an einen Piloten gemeldet. Diese Staffel hatte die Aufgabe die süddeutschen Städte vor feindlichen Bombenangriffen zu schützen. Die Einheit flog u. a. Siemens-Schuckert D.III-Flugzeuge. Staffelführer war Leutnant Eugen Weber, ab August 1918 Leutnant Karl Haustein. Bei dieser Einheit erfolgte auch die Beförderung zum Leutnant. Leutnant Ernst Kopp hatte zwar keinen bestätigten Luftsieg, jedoch war er bei seinen Vorgesetzten sehr geschätzt. Die Kampfeinsitzerstaffeln 4 a und 4 b wurden per 29. Oktober 1918 zur württembergischen Jagdstaffel 84 zusammengefasst.
Nach dem Ersten Weltkrieg ging er wieder in seinem erlernten Beruf als Architekt nach. Neben Ludwig Lesser und Emil Kopp wurde er mit der Planung von Bad Saarow beauftragt. Auf ihn gehen in Bad Saarow unter anderem das Moorbad und mehrere Villen und Landhäuser zurück, beispielsweise die von Otto Tetens in der Seestraße (1930) und das Sommerhaus der beiden Fräulein von Gottberg (1931). 1928 entstand in Beeskow die Katholische Pfarrkirche zum Heiligen Geist mit Pfarr- und Gemeindehaus nach seinen Plänen. Kopp entwarf auch das Martin-Luther-Krankenhaus in Berlin, das Königliche Hospital Al Maossat in Alexandria, das Deutsche Hospital in Rio de Janeiro, das Evangelische Krankenhaus Gütersloh sowie weitere Krankenhäuser und öffentliche Bauten in Deutschland.
Kopp war Mitglied im Bund Deutscher Architekten und nach 1933 – wie alle Architekten und Künstler – in der Reichskulturkammer. Seine internationale Tätigkeit endete 1939 durch den Zweiten Weltkrieg. Sein Büro war in den 1930er Jahren nach Berlin verlegt worden und wurde 1943 durch einen Bombenangriff zerstört. 1949 bis 1955 war er wieder in Alexandria tätig. 1956 gründete er in Bremen mit seinem Neffen Bert Gielen ein Architektenbüro. Beide realisierten mehrere Krankenhausbauten u. a. den Zentralbau des Krankenhauses St. Jürgensstraße (bis 1962), den Zentralbau vom DIAKO Ev. Diakonie-Krankenhaus Bremen (1961) und den Zentralbau vom Klinikum Bremen-Nord (1962). Nach seinem Tod an seinem Zweitwohnsitz in der Schweiz führte Gielen mit Dieter Kopp, einem weitern Neffen, das Büro weiter.